# Skuffenotat
Et skuffenotat er et notat, hvori en embedsmand gør sin direkte foresatte opmærksom på et problem, f.eks. en ulovlig eller politisk uhensigtsmæssig praksis, som ledelsen har valgt at se igennem fingre med.
Hensigten med notatet er at få den direkte forsatte til at underskrive det, så embedsmanden kan godtgøre, at han har gjort ledelsen opmærksom på sin kritik og derved sikre sig, at ansvaret placeres andet steds. Hvis ikke embedsmanden opnår underskriften, er notatets betydning aftagende for de kommende problemer.
Med et delvist engelsk udtryk kaldes et sådan notat også et CMA-notat (af Cover My Ass).